# Ishikari (Hokkaidō)
Ishikari (em japonês: 石狩市; -shi, Ainu: Iskarun) é uma cidade do Japão localizada na subprovíncia de Ishikari, na província de Hokkaido.
Em 2003 a cidade tinha uma população estimada em 55 051 habitantes e uma densidade populacional de 467,13 h/km². Tem uma área total de 117,85 km².
Recebeu o estatuto de cidade a 1 de Setembro de 1996.

## Cidades-irmãs
- Campbell River, Canadá
- Vanino, Rússia
- Pengzhou, China